# Sofie Hooghe
Sofie Hooghe (* 2. Januar 1991 in Kortrijk) ist eine ehemalige belgische Duathletin und Triathletin. Sie ist Junioren-Duathlon-Weltmeisterin (2010) und zweifache Triathlon-Staatsmeisterin (2014, 2016).

## Werdegang
Sofie Hooghe fing mit 11 Jahren mit dem Triathlonsport an.
Im September 2010 wurde die 19-jährige in Schottland Junioren-Duathlon-Weltmeisterin und in den beiden Folgejahren jeweils U23-Vize-Weltmeisterin auf der Duathlon-Kurzdistanz. 2014 wechselte sie nach elf Jahren beim No Limit Team in Avelgem zum Lys Triathlon Team Latem (LTTL), für das auch Frederik Van Lierde startet.
Im Juni 2014 wurde sie im russischen Pensa Dritte bei der U23-Europameisterschaft Triathlon und im Juli wurde sie Elite-Staatsmeisterin auf der Triathlon-Kurzdistanz.
Ihr Ziel, einen Startplatz bei den Olympischen Sommerspielen 2016 zu erreichen, verfehlte sie als drittbeste belgische Triathletin auf der ITU-Olympiaqualifikationsliste, nachdem Belgien sich nur zwei Startplätze bei den Frauen sichern konnte.
Im August 2017 wurde sie Vize-Staatsmeisterin Triathlon. Seit 2017 tritt sie nicht mehr international in Erscheinung.
Sofie Hooghe lebt in Heestert.
2015 schloss sie ein Studium in Buchhaltung und Steuern als Bachelor ab.

## Sportliche Erfolge
| Datum/Jahr    | Rang | Wettbewerb                                       | Austragungsort | Zeit     | Bemerkung                                                                          |
| ------------- | ---- | ------------------------------------------------ | -------------- | -------- | ---------------------------------------------------------------------------------- |
| 15. Aug. 2017 | 2    | BEL Triathlon National Championships             | Izegem         | 02:09:20 | Vize-Staatsmeisterin                                                               |
| 15. Aug. 2016 | 1    | BEL Triathlon National Championships             | Izegem         | 02:09:23 | Staatsmeisterin                                                                    |
| 13. Juni 2015 | 22   | Europaspiele 2015                                | Baku           | 02:07:26 |                                                                                    |
| 6. Juli 2014  | 1    | BEL Triathlon National Championships             | Kortrijk       | 02:21:59 |                                                                                    |
| 28. Juni 2014 | 3    | ETU Triathlon European Championship U23          | Pensa          | 02:06:41 | U23-Europameisterschaft Triathlon                                                  |
| 28. Okt. 2011 | 6    | ETU Triathlon European Championship U23          | Eilat          | 02:13:24 |                                                                                    |
| 6. Juni 2009  | 2    | ETU Triathlon Junior European Cup                | Wien           | 01:07:37 | Zweite hinter der Österreicherin Lisa Perterer im Rahmen des Vienna City Triathlon |
| 5. Juni 2008  | 28   | ITU Triathlon World Championship Junior Women    | Vancouver      | 01:07:09 | Triathlon-Junioren-Weltmeisterschaft                                               |
| 10. Mai 2008  | 6    | ETU Triathlon European Championship Junior Women | Lissabon       | 01:06:16 | Europameisterschaft Triathlon Junioren                                             |

| Datum/Jahr    | Rang | Wettbewerb                                   | Austragungsort | Zeit     | Bemerkung                                           |
| ------------- | ---- | -------------------------------------------- | -------------- | -------- | --------------------------------------------------- |
| 22. Sep. 2012 | 2    | ITU Duathlon World Championship U23          | Nancy          | 01:59:36 | U23-Duathlon-Vize-Weltmeisterin auf der Kurzdistanz |
| 24. Sep. 2011 | 2    | ITU Duathlon World Championship U23          | Gijón          | 02:09:24 | U23-Duathlon-Vize-Weltmeisterin auf der Kurzdistanz |
| 5. Sep. 2010  | 1    | ITU Duathlon World Championship Junior Women | Edinburgh      | 01:12:44 | Junioren-Duathlon-Weltmeisterin                     |

(DNF – Did Not Finish)